# Bella ciao (film)
Pour les articles homonymes, voir Bella ciao.
Pour plus de détails, voir Fiche technique et Distribution.
Bella ciao est un film dramatique franco-italien réalisé par  Stéphane Giusti en 2000 et sorti en salles en 2001.

## Synopsis
Nella et Orféo Mancini sont communistes dans l'Italie de 1932. Ils sont forcés de fuir avec leurs enfants. Mais au lieu de l'Amérique, Marseille sera leur terre d'accueil.

## Fiche technique
- Titre : Bella ciao
- Réalisation : Stéphane Giusti
- Scénario :  Stéphane Giusti, Raphaëlle Desplechin.
- Production : Elzévir Films (France), France 3 Cinéma (France), Rai Cinema (Italie), 	Stracult (Italie).
- Musique : Lazare Boghossian
- Photographie : Jacques Bouquin
- Montage : Catherine Schwartz
- Durée : 105 min.
- Genre : drame et romance
- Pays :  France,  Italie
- Dates de sorties : 
  - France : 18 juillet 2001

## Distribution
- Jacques Gamblin : Orfeo Mancini
- Yaël Abecassis : Nella Mancini
- Jalil Lespert : Oreste Mancini
- Alvise Sinivia : Oreste enfant
- Vahina Giocante : Bianca Mancini
- Clothilde Cordier : Bianca Mancini enfant
- Océane Mozas : Soledad
- Nicolas Cazalé : Jean
- Lucas Martinez : Jean enfant
- Isabelle Carré : La statue de la Liberté/Marie/La dame en blanc à Marseille
- Serge Hazanavicius : Achille
- Daniel Herrero : Le grand-père
- Georges Neri : L'homme du cimetière